# 中央军人监狱
中央军人监狱，全称“中央海陆空军人监狱”，位于江苏省南京市建邺区江东门外三叉河，今侵华日军南京大屠杀遇难同胞纪念馆的对面。隶属国民政府军政部军法司管辖。

## 历史
1930年在南京江东门开始兴建军人监狱，1931年投入使用。与位于老虎桥的首都模范监狱、位于晓庄的首都反省院、位于宁海路19号的保密局看守所并称中华民国大陆时期南京“四大监狱”。内部设忠斋和孝斋两个犯人监区。
监狱长先后为胡逸民、李俊基、崔景新、王震南。
抗日战争爆发后，由于国共合作，从1937年8月中旬至9月上旬，中央军人监狱刑期十年以下的政治犯、首都反省院的政治犯被陆续释放。1937年9月中旬，以“疏散”名义将刑期十五年以上的政治犯移送到安徽和县姥桥镇，余下的100多名政治犯集中到中央军人监狱南监集中看押。经中共代表周恩来、叶剑英多次交涉，当局被迫全部释放这批政治犯。这些抗战后无条件释放的政治犯中有80余人在中华人民共和国成立后任省部级以上职务。
侵华日军南京大屠杀遇难同胞纪念馆内的《江东门遇难同胞纪念碑碑文》一文记载，“一九三七年十二月十六日，日军将已被解除武装之中国士兵和平民万余人，囚禁于原陆军监狱院内，傍晚押至江东门，藉放火焚烧民房照明，骤以轻重机枪向人群猛烈扫射，受害者众声哀号，相继倒卧于血泊之中。遗尸枕藉，盈衡塞道，直至蔽满江东河面，且抛露风日之下，久无人收，情至惨烈。迨逾数月，因天暖尸腐，始由南京慈善团体收尸万余具，掩埋于就近之两大土坑内，故称‘万人坑’。”
抗战期间监狱被毁。抗战胜利后国民政府重建该监狱。
中华人民共和国成立后，长期为部队的营房，因此得到了保护。

## 关押过的著名犯人
共产党员陶铸、曹瑛、惠浴宇、刘顺元、王鹤寿、刘宁一、陈沂、王凯、李丰平、陈农非、顾卓新、喻屏、陈訏生、陈坦、陈永清、萧平、潘梓年、楼适夷、李乐光、李文甫等。恽代英、马克昌、刘西雨、陈仲模、丁行、谢士炎等在该监狱刑场被处决。在该监狱羁押中病逝的有陈保礼、谢小康、麦建军、张庆福等。

## 建筑物纪念保护
2009年4月南京市人民政府颁布“国民党中央军人监狱旧址”为“南京重要近现代建筑”，编号2009045。位于建邺区茶亭东街242号大院内一座低矮的红砖瓦房。监狱坐北朝南，呈正方形，占地92亩，四周筑有6.7米高围墙和电网。内分东、西、南、中四大监房。东监设天、地、人字监；西监设日、月、星字监；中监设智、仁、勇字监；南监设改、过、字、新字监。共计监室272间。设计容纳1200名人犯。其中南监关押从全国各地移送的政治犯，刑期多在十年以上。现存完好的东大监房、西大监房和监狱办公楼3幢建筑。
1982年8月“恽代英烈士殉难处”(监狱刑场)被宣布为南京市第一批文物保护单位。1985年8月，恽代英诞辰90周年之际，南京市人民政府在监狱刑场建立一座占地180平米的圆形纪念坛。1986年4月29日，恽代英被处决55周年之时，又在碑坛之上竖立高1.25米的汉白玉半身像。 